# Opel Kadett C
La Kadett C è la terza generazione della Kadett (tolta la vecchia generazione degli anni '30) ed è un'autovettura di fascia medio-bassa prodotta dal 1973 al 1979 dalla Casa automobilistica tedesca Opel.

## Profilo e storia

### Genesi e debutto
I primi disegni e modelli in scala 1:1 relativi alla futura Kadett C si ebbero già nel 1967, quando venne realizzato un primo modello ancora provvisorio ma non privo di una certa eleganza. Anche nel 1969 si continuò con altre proposte di stile, ma era già assodato che la vettura avrebbe dovuto nuovamente essere prodotta in più varianti di carrozzeria, dal momento che molti dei primi disegni relativi alla vettura illustravano diverse vrianti di carrozzeria. Fu solo nell'estate del 1970 che venne avviato il progetto 1865, noto anche come progetto T-Car. Tale progetto venne impostato in maniera tale da porre ulteriormente l'accento sull'esigenza, da parte della General Motors (all'epoca proprietaria del marchio Opel), di creare una "world-car" da poter produrre in ogni angolo del mondo per venire incontro alle esigenze dei vari mercati disseminati sul pianeta. Il clima in cui il progetto si sviluppò e si concretizzò nella nuova autovettura non fu dei migliori: indagini su scala mondiale rivelarono una presunta pericolosità dell'automobile e della sua diffusione. Inquinamento e incidenti stradali in continuo aumento videro l'automobile come unica e sola indiziata. Libri come Unsafe at any speed di Ralph Nader fecero scalpore e contribuirono in misura massiccia a tale percezione nei confronti dell'automobile. Proprio per questo si fece particolarmente pressante l'esigenza di una "world-car" economica e compatta che potesse venire incontro alle esigenze più disparate, più di quanto non fossero pressanti le motivazioni che invece portarono alla diffusione della precedente Kadett in varie zone del mondo. In precedenza furono semplicemente motivazioni di marketing dettate anche dall'euforia per il successo europeo di una vettura evidentemente dotata di grosse potenzialità commerciali. Ma all'inizio degli anni '70 le motivazioni furono anche dettate dal rischio di veder sparire una grossa fetta di potenziale clientela e dalla volontà di dimostrare ai dissidenti che l'automobile non era solo sinonimo di incidenti e disastri ambientali, ma anche comodità, praticità ed economia di esercizio. La vettura finita venne presentata alla fine dell'estate 1973 al Salone di Francoforte, ma già ad agosto ne venne avviata la produzione. Lo scenario in cui la nuova Opel debuttò era apparentemente ostico, ma in realtà non avrebbe tardato a complicarsi ancora di più con l'avvento, pochi mesi dopo, della crisi petrolifera.

#### Design esterno ed interno
La nuova Kadett C si propose con un corpo vettura di appena 25 mm più lungo rispetto al modello uscente, ma leggermente più basso (25 mm in meno) e pochi mm più stretto. La volontà di proporre un'auto che si sposasse con il maggior numero possibile di esigenze della clientela fece sì che venisse creato un buon numero di varianti di carrozzeria. Grandi assenti, rispetto alla precedente Kadett B, furono le varianti fastback: presenti invece la classica berlina a 3 volumi (a 2 o a 4 porte), alla Caravan e alla coupé, per una gamma che ancora una volta si propose come valida alternativa alla Ford Escort ed alla Fiat 128.

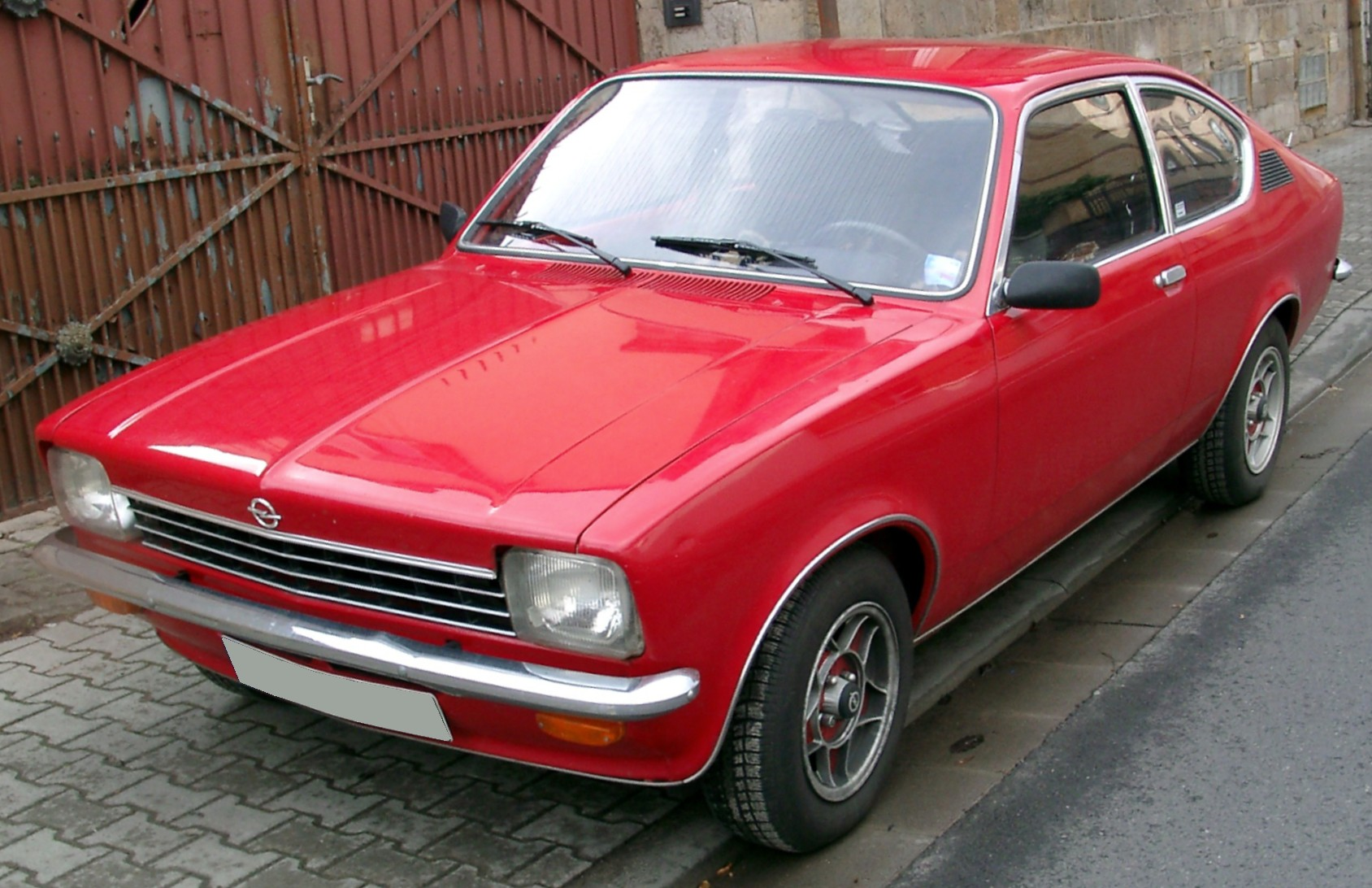
Una Kadett Coupé con il frontale a fari rettangolari tipico delle Kadett C non di base

Stilisticamente la Kadett C ruppe decisamente con il passato, perciò vennero eliminati tutti quei contenuti stilistici che avevano caratterizzato a suo tempo le precedenti due generazioni, a favore di un design più moderno e soprattutto, studiato per la prima volta alla galleria del vento. Tale design era caratterizzato da spigoli più evidenti, sebbene smussati, e da linee più tese, ma estremamente semplice, pulito e lineare, anche se non esente da alcune "chicche". Per esempio, se la vettura appariva più "esile" rispetto alla precedente generazione, era principalmente perché si era deciso di dare maggior spazio alle superfici vetrate in maniera tale da ottimizzare la visibilità in ogni direzione. Altre particolarità stavano nel bocchettone del carburante posto sul montante posteriore destro, oppure nell'abitacolo leggermente più arretrato rispetto alla Kadett B. Il frontale, comune a tutte e quattro le versioni disponibili, era visibilmente inclinato in avanti ed era caratterizzato da una calandra nera a listelli orizzontali, sviluppata a tutta larghezza ma che in altezza ricopriva solamente circa tre quarti del frontale stesso, mentre la parte "scoperta" era ormata con il logo della Casa tedesca. I fari, tondi nelle versioni di base e rettangolari nelle altre, erano ancora una volta incastonati in un alloggiamento di forma quadrata, anche se stavolta di color nero e non più cromato. Sotto il paraurti era visibile un piccolo spoiler anteriore integrato nella scocca e questa era un'altra di quelle particolarità di cui si è accennato in precedenza. La vista laterale tradiva invece una forte parentela stilistica con la "sorella maggiore" Ascona lanciata 3 anni prima, per via delle lisce fiancate assolutamente prive di orpelli, con copriruota cromati a specchio. La coda era identica nello stile per tutte le versioni tranne che per la Caravan. Infatti, se negli altri tre modelli era dominata dai gruppi ottici di forma rettangolare a sviluppo orizzontale, nella giardinetta questi gruppi ottici erano ridisegnati in verticale. La giardinetta, fra l'altro, era la versione che più di ogni altra tradiva quell'impronta stilistica tipica degli anni '70, dominati da spigoli e linee tese, un orientamento stilistico che nella Caravan veniva reso visibile dallo sviluppo della parte posteriore. Più emozionale ed atipico l'approccio stilistico nel disegnare la versione coupé, dove invece il padiglione venne ridisegnato a mo' di onda, dando luogo ad una coda fluida e sinuosa e più in generale ad una linea che avrebbe riscosso molto successo, non solo commerciale. 
Nonostante la Kadett C nasca su di un pianale dall'interasse accorciato di 2 cm rispetto alla Kadett B, l'abitacolo risultava più lungo, proprio di 2 cm, questo grazie ad un buon lavoro di ottimizzazione degli spazi interni della vettura. Inoltre, l'abitacolo era caratterizzato da una gran luminosità, merito delle ampie superfici vetrate, specialmente quelle laterali, che come nella generazione B e dunque per la seconda volta nella storia della Kadett erano anche leggermente curve. Analogamente e al medesimo scopo, il parabrezza era particolarmente inclinato. L'arredamento dell'abitacolo risultava piuttosto razionale, sobrio ed essenziale, in ogni caso con la possibilità di scegliere fra una ristretta gamma di tinte per i rivestimenti. Il posto guida era caratterizzato da un volante a tre razze e dalla strumentazione racchiusa sotto una palpebra antiriflesso, mentre la plancia fu oggetto di uno studio volto al miglioramento di quella che all'epoca era un piccolo embrione di sicurezza passiva. A tale scopo vennero eliminate zone sporgenti e vennero utilizzati rivestimenti più morbidi. La capacità del bagagliaio nella berlina era di 350 litri, quindi buona ma decisamente inferiore rispetto a quello della precedente Kadett.

#### Struttura, meccanica e motori

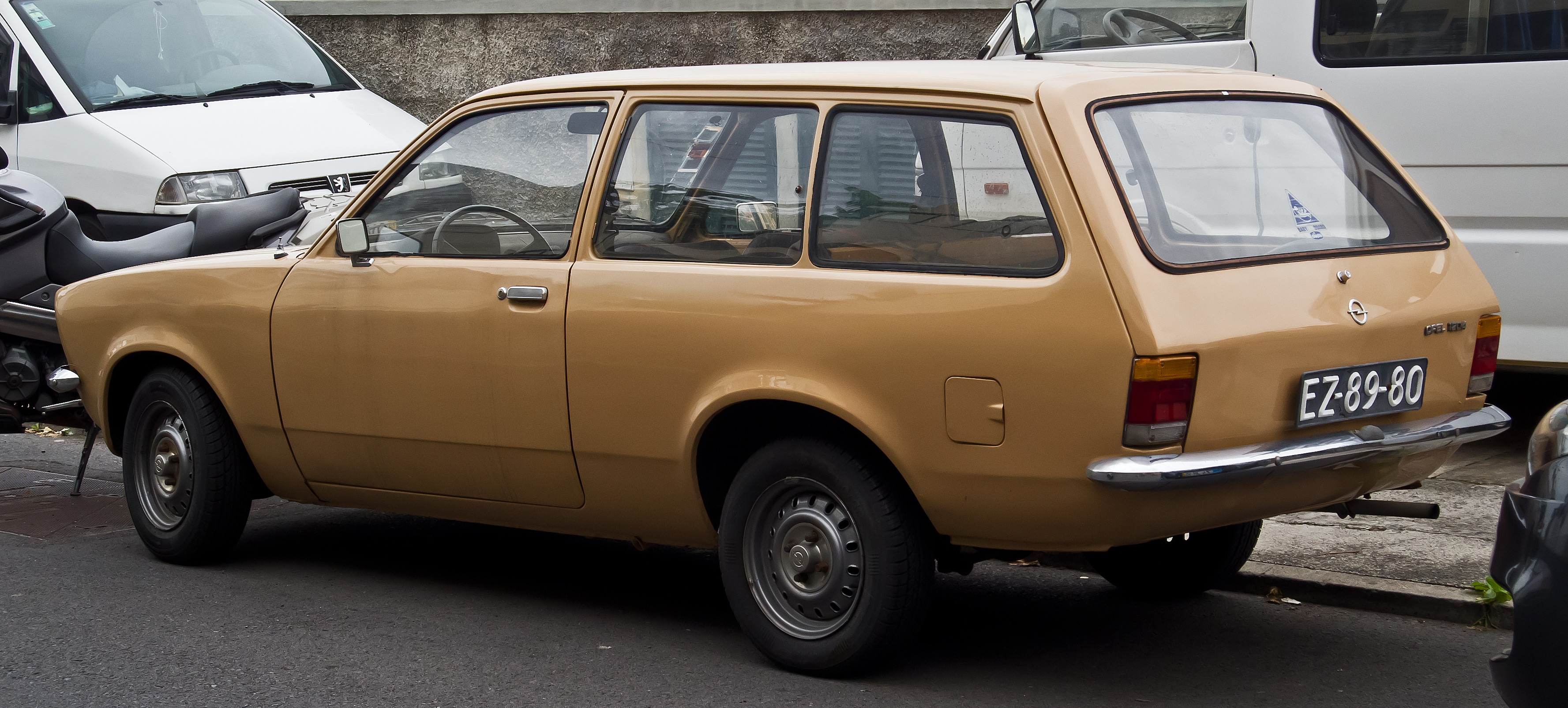
Vista posteriore di una Kadett Caravan

La Kadett C rimase fedele al classico schema meccanico a motore anteriore longitudinale e a trazione posteriore. Per l'ultima volta però, visto che la successiva generazione si convertirà al "tutto avanti". La struttura a scocca portante integrò un pianale di nuova generazione, in cui la principale novità giunse dal nuovo avantreno a quadrilateri articolati, mentre il retrotreno riconfermò la precedente soluzione ad assale rigido con puntoni longitudinali di reazione e barra Panhard. L'impianto frenante prevedeva quattro tamburi su quasi tutta la gamma d'esordio, tranne che nella motorizzazione di punta, dotata invece di dischi all'avantreno. Al suo debutto le motorizzazioni previste per la Kadett C erano tre, tutte a valvole in testa e alimentate a carburatore:
- 1000: motore da 993 cm3 riservato solo ad alcuni mercati esteri ed in grado di erogare una potenza di 48 CV;
- 1200: motore da 1196 cm3 con potenza massima di 52 o di 60 CV.

Il cambio era unicamente del tipo manuale a 4 marce, ma per la 1.2 da 60 CV era possibile optare per un cambio automatico a 3 rapporti.

### Evoluzione

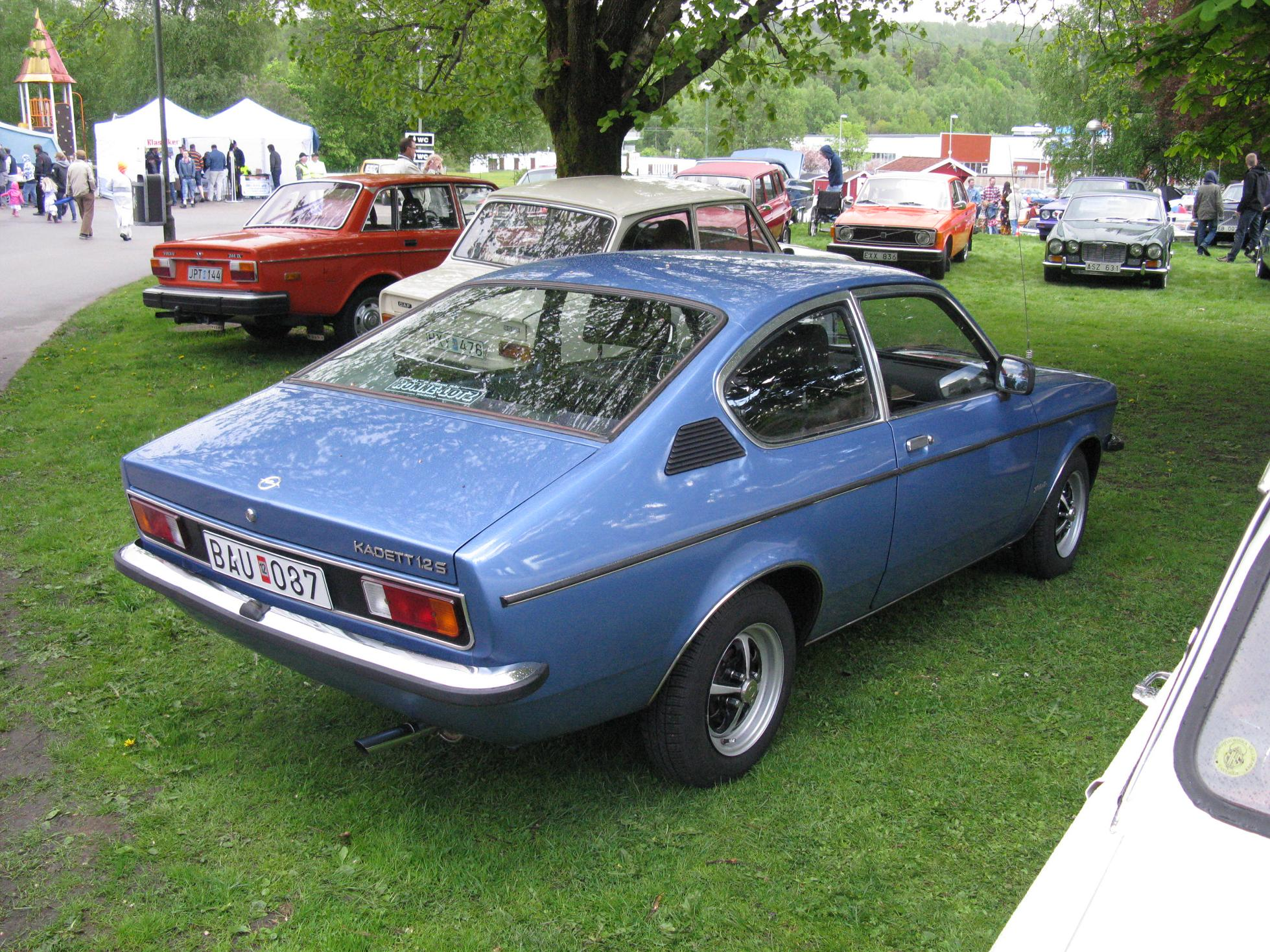
Vista posteriore di una Kadett Coupé

La produzione della Kadett C venne avviata nello stabilimento Opel di Bochum, in Germania, con una gamma articolata in tre allestimenti: base, L ed SR. La versione di base era immediatamente distinguibile per i fari anteriori tondi e per l'assenza in coda di una fascia nera a tutta larghezza attorno ai fari, presente invece negli altri allestimenti; l'allestimento L (Lusso) prevedeva fari anteriori rettangolari, fascia nera posteriore e guarnizioni inox sui finestrini; la SR era prevista di serie con motore 1.2 S da 60 CV e decorazioni nere sul cofano e sulle fiancate. Come già detto in precedenza, la Kadett C debuttò in un periodo difficile, visto che le prime consegne avvennero in ottobre, in concomitanza con l'arrivo della crisi petrolifera, in conseguenza della quale si ebbe un vertiginoso aumento dei prezzi dei carburanti. Per questo, nel marzo 1974, la Casa madre predispose per il solo mercato interno una versione particolarmente economa, spinta da una variante depotenziata del motore da un litro già citato e che in questo caso erogava una potenza massima di 40 CV. Un anno dopo, i freni a disco anteriori vennero estesi a tutta la gamma, mentre poco prima dell'estate si ebbero significative novità: innanzitutto l'arrivo di una versione SE, ancor più spoglia ed essenziale della versione di base e destinata ai clienti più bisognosi di risparmiare e di fronteggiare una congiuntura economica tutt'altro che felice. La Kadett SE fu a quel punto l'unica della gamma a doversi accontentare dei freni a tamburo, rinunciando fra l'altro ad un'imbottitura generosa, ad una aletta parasole e alle finiture cromate sulla calandra, per passare ai rivestimenti in stoffa e ad un solo sedile anteriore regolabile. Contemporaneamente si ebbe una rivisitazione nella dotazione della versione L, che si arricchì anche di lavavetri elettrici, accendisigari, portacenere, vano bagagli e vano motore illuminati, rivestimenti in moquette e lunotto termico. Assieme a queste due novità si ebbe anche il debutto in gamma della Kadett City, versione ultracompatta derivata dall'inglese Vauxhall Chevette e corrispondente in pratica ad una Kadett C berlina, ma con carrozzeria a due volumi, 20 cm più corta e dunque destinata a svolgere un ruolo da utilitaria meglio ancora della stessa berlina a 3 volumi.

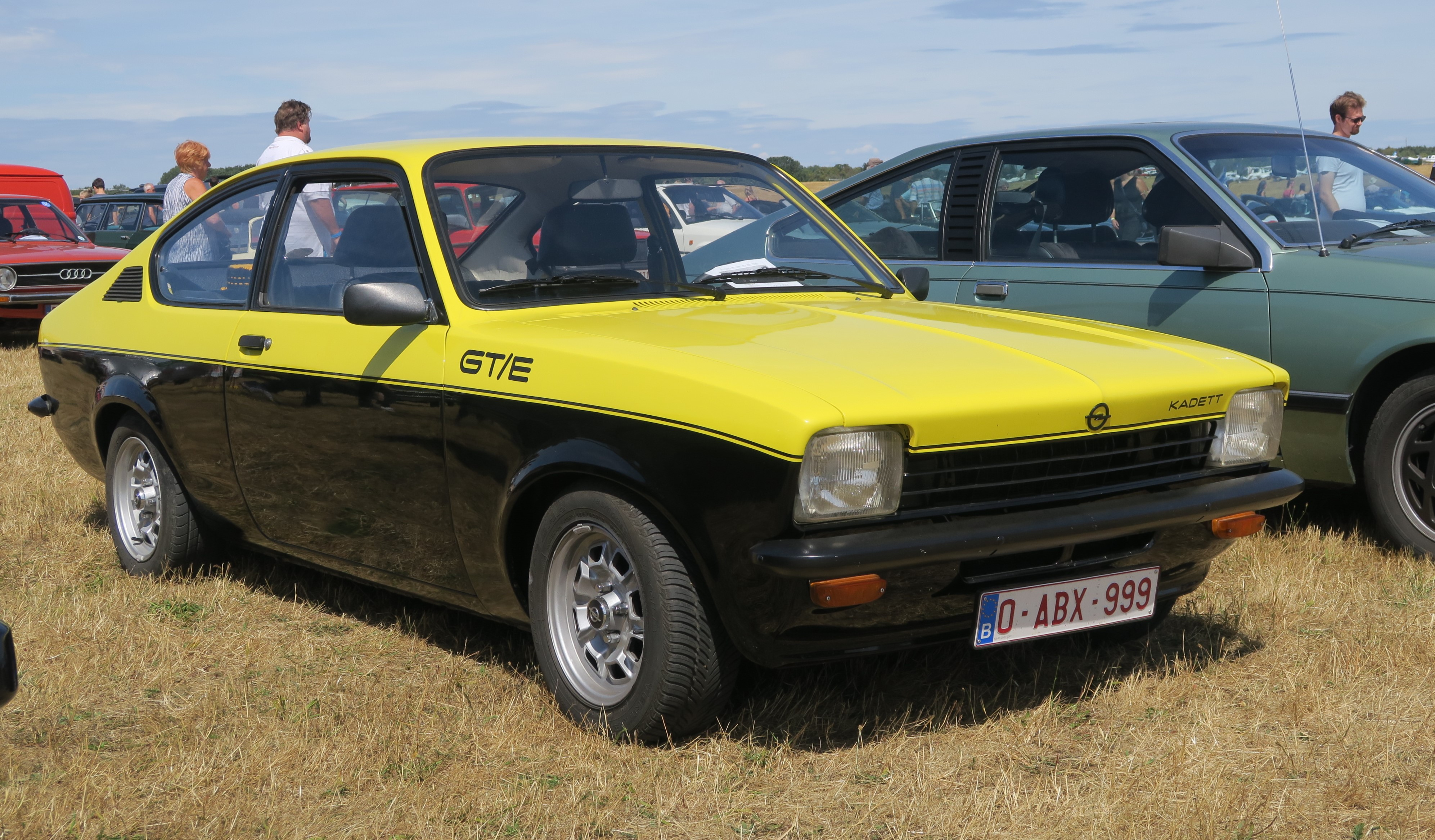
Una Kadett Coupé GT/E

Le novità per il 1975 non si fermarono: al Salone di Francoforte debuttò la Kadett GT/E, versione sportiva prevista solo in abbinamento alla carrozzeria coupé e destinata a sostituire le precedenti Rallye-Coupé su base Kadett B. Tale versione si caratterizzò esteticamente per la vistosa livrea bicolore gialla e nera, mentre come motore montava il 1.9 ad iniezione da 105 CV che già equipaggiava la contemporanea Manta GT/E (la quale proprio in quel periodo si apprestava a compiere il passaggio di consegne dalla prima alla seconda generazione). La Kadett GT/E raggiungeva una velocità massima fra i 184 ed i 190 km/h nelle sue varie evoluzioni, e divenne la vettura con cui molti futuri campioni di rally si fecero le ossa durante la loro giovinezza. L'abitacolo era improntato alla sportività, con un volante a tre razze di piccolo diametro e sedili imbottiti con tessuto a riquadri gialli e neri. Oltre che la prima Kadett a iniezione, la GT/E fu anche la prima Kadett equipaggiabile con un cambio manuale a 5 marce, ottenibile però a richiesta con sovrapprezzo. All'inizio del 1976, su tutta la gamma vennero inserite nel corredo di serie il parabrezza stratificato in luogo del più datato parabrezza temperato (come in tutte le Kadett B) e le cinture di sicurezza, un altro passo avanti per quanto riguardava la sicurezza passiva.
Il Salone di Ginevra del 1976 vide l'introduzione di una nuova ed inedita variante di carrozzeria, ossia la Kadett Aero, prima (ed unica) Kadett con carrozzeria di tipo targa. Questa particolare variante della gamma Kadett era basata sulla berlina a 3 volumi e a 2 porte, dalla quale era stato eliminato il tetto, il lunotto e i lamierati tutt'intorno a quest'ultimo, ma lasciando intatti le portiere e i montanti, con quello posteriore debitamente irrobustito e facente funzione di roll-bar. Al posto del tetto venne montata una copertura amovibile, mentre al posto della zona posteriore del padiglione venne montata una capote apribile. Realizzata presso la carrozzeria Baur di Stoccarda, la Kadett Aero era equipaggiata con un 1.2 S da 60 CV. Nel luglio del 1977 venne presentata la Kadett C ristilizzata: un restyling piuttosto lieve che comprendeva praticamente solo i nuovi fari anteriori con indicatori di direzione integrati (prima erano sotto il paraurti) e il logo della Opel ingrandito e spostato sulla nuova calandra completamente nera. Tale aggiornamento non fu esteso però all'intera gamma, visto che le versioni di base rimasero invariate. Questo aggiornamento fu anche l'occasione per introdurre un nuovo motore da 1,6 litri di cilindrata, con potenza massima di 75 CV.
Nel settembre del 1977, la versione sportiva di punta GT/E ricevette un nuovo motore da 2 litri in luogo della precedente unità da 1,9 litri. La potenza massima salì da 105 a 115 CV ed inoltre di serie venne montato un cambio manuale a 5 marce, mentre esteticamente non vi furono differenze di rilievo. La GT/E 2.0 venne affiancata dalla Kadett Rallye 1600 S, in cui il già citato motore da 1,6 e 75 CV fu chiamato a giocare un ruolo intermedio fra le paciose coupé da 60 CV e l'esuberante ma impegnativa versione di punta da 115 CV. Un anno dopo, nell'autunno 1978, anche le Kadett di base ricevettero il frontale con frecce integrate nei fari, già presenti nelle altre versioni. La produzione della Kadett C terminò nel luglio del 1979 dopo oltre 1,7 milioni di esemplari prodotti.

### Dati di produzione
I dati di produzione qui riportati, come anche la successiva tabella riepilogativa, non riportano le informazioni relative alla Kadett Aero, poiché la sua produzione di 1.224 esemplari viene compresa fra le Kadett berlina a 2 porte.
|                        |         |                 |              |                 |              |         |                 |              |
|                        | City    | Berlina base 2p | Berlina L 2p | Berlina base 4p | Berlina L 4p | Coupé   | Caravan base 3p | Caravan L 3p |
| Esemplari prodotti     | 263.090 | 629.660         | 157.436      | 215.375         | 79.643       | 165.407 | 178.310         | 12.154       |
| Percentuale sul totale | 15,47%  | 37%             | 9,26%        | 12,67%          | 4,68%        | 9,72%   | 10,48%          | 0,72%        |

### Riepilogo caratteristiche
Di seguito vengono riepilogate le caratteristiche relative alla gamma della Kadett C: La tabella non comprende le versioni City a ue volumi, che vengono trattate nella voce dedicata:
| Opel Kadett C (1973-79) |             |        |            |                                        |                |               |                   |       |              |                     |                    |                    |
| Modello | Carrozzeria | Motore | Cilindrata | Alimentazione                          | Potenza CV/rpm | Coppia Nm/rpm | Cambio/ n°marce   | Massa | Velocità max | Acceler. 0–100 km/h | Consumo (l/100 km) | Anni di produzione |
| Kadett 1000 1 | Berlina 2p  | 10N    | 993        | Carburatore Solex 30 PDSI              | 40/5400        | 68,7/2800     | Manuale 4 marce   | 800   | 127          | 26"                 | 9                  | 03/1974-07/1979    |
| Kadett 1000 1 | Berlina 4p  | 10N    | 993        | Carburatore Solex 30 PDSI              | 40/5400        | 68,7/2800     | Manuale 4 marce   | 820   | 127          | 26"                 | 9                  | 03/1974-07/1979    |
| Kadett 1000 1 | Caravan 3p  | 10N    | 993        | Carburatore Solex 30 PDSI              | 40/5400        | 68,7/2800     | Manuale 4 marce   | 820   | 122          | 28"5                | 9                  | 03/1974-07/1979    |
| Kadett 1000 1 | Coupé       | 10N    | 993        | Carburatore Solex 30 PDSI              | 40/5400        | 68,7/2800     | Manuale 4 marce   | 800   | 127          | 26"                 | 9                  | 03/1974-07/1979    |
| Kadett SE 1000 2 | Berlina 2p  | 10S    | 993        | Carburatore Solex 35 PDSI              | 48/5600        | 70/3400       | Manuale 4 marce   | 755   | 130          | 22"5                | 7,6                | 05/1975-06/1977    |
| Kadett SE 1000 2 | Berlina 4p  | 10S    | 993        | Carburatore Solex 35 PDSI              | 48/5600        | 70/3400       | Manuale 4 marce   | 775   | 130          | 22"5                | 7,6                | 05/1975-06/1977    |
| Kadett 1000 S 2 | Berlina 2p  | 10S    | 993        | Carburatore Solex 35 PDSI              | 48/5600        | 70/3400       | Manuale 4 marce   | 765   | 130          | 22"5                | 7,6                | 08/1973-07/1977    |
| Kadett 1000 S 2 | Berlina 4p  | 10S    | 993        | Carburatore Solex 35 PDSI              | 48/5600        | 70/3400       | Manuale 4 marce   | 785   | 130          | 22"5                | 7,6                | 08/1973-07/1977    |
| Kadett 1000 S 2 | Caravan 3p  | 10S    | 993        | Carburatore Solex 35 PDSI              | 48/5600        | 70/3400       | Manuale 4 marce   | 800   | 130          | 22"5                | 7,6                | 08/1973-07/1977    |
| Kadett L 1000 S 3 | Berlina 2p  | 10S    | 993        | Carburatore Solex 35 PDSI              | 48/5600        | 70/3400       | Manuale 4 marce   | 770   | 130          | 22"5                | 7,6                | 08/1973-07/1979 3  |
| Kadett L 1000 S 3 | Berlina 4p  | 10S    | 993        | Carburatore Solex 35 PDSI              | 48/5600        | 70/3400       | Manuale 4 marce   | 790   | 130          | 22"5                | 7,6                | 08/1973-07/1979 3  |
| Kadett L 1000 S 3 | Caravan 3p  | 10S    | 993        | Carburatore Solex 35 PDSI              | 48/5600        | 70/3400       | Manuale 4 marce   | 805   | 130          | 22"5                | 7,6                | 08/1973-07/1979 3  |
| Kadett L 1000 S 3 | Coupé       | 10S    | 993        | Carburatore Solex 35 PDSI              | 48/5600        | 70/3400       | Manuale 4 marce   | 775   | 130          | 22"5                | 7,6                | 08/1973-07/1979 3  |
| Kadett 1200/ Kadett L 1200 | Berlina 2p  | 12N    | 1196       | Carburatore Solex 35 PDSI              | 52 4/5600      | 78,5/3400     | Manuale 4 marce   | 775   | 139          | 20"                 | 9,5                | 08/1973-07/1976    |
| Kadett 1200/ Kadett L 1200 | Berlina 2p  | 12N    | 1196       | Carburatore Solex 35 PDSI              | 55/5400        | 83,4/3400     | Manuale 4 marce   | 775   | 142          | 19"                 | 9,5                | 08/1976-07/1979    |
| Kadett 1200/ Kadett L 1200 | Berlina 4p  | 12N    | 1196       | Carburatore Solex 35 PDSI              | 52 4/5600      | 78,5/3400     | Manuale 4 marce   | 790   | 139          | 20"                 | 9,5                | 08/1973-07/1976    |
| Kadett 1200/ Kadett L 1200 | Berlina 4p  | 12N    | 1196       | Carburatore Solex 35 PDSI              | 55/5400        | 83,4/3400     | Manuale 4 marce   | 790   | 142          | 19"                 | 9,5                | 08/1976-07/1979    |
| Kadett 1200/ Kadett L 1200 | Caravan 3p  | 12N    | 1196       | Carburatore Solex 35 PDSI              | 52 4/5600      | 78,5/3400     | Manuale 4 marce   | 805   | 134          | 22"                 | 9,5                | 08/1973-07/1976    |
| Kadett 1200/ Kadett L 1200 | Caravan 3p  | 12N    | 1196       | Carburatore Solex 35 PDSI              | 55/5400        | 83,4/3400     | Manuale 4 marce   | 805   | 142          | 19"                 | 9,5                | 08/1976-07/1979    |
| Kadett 1200/ Kadett L 1200 | Coupé       | 12N    | 1196       | Carburatore Solex 35 PDSI              | 52 4/5600      | 78,5/3400     | Manuale 4 marce   | 780   | 139          | 20"                 | 9,5                | 08/1973-07/1976    |
| Kadett 1200/ Kadett L 1200 | Coupé       | 12N    | 1196       | Carburatore Solex 35 PDSI              | 55/5400        | 83,4/3400     | Manuale 4 marce   | 780   | 142          | 19"                 | 9,5                | 08/1976-07/1979    |
| Kadett 1200 S | Berlina 2p  | 12S    | 1196       | Carburatore Solex 35 PDSI              | 60/5400        | 88,3/3400     | Manuale 4 marce 5 | 800   | 146          | 17"5                | 10                 | 08/1973-07/1979    |
| Kadett 1200 S | Berlina 4p  | 12S    | 1196       | Carburatore Solex 35 PDSI              | 60/5400        | 88,3/3400     | Manuale 4 marce 5 | 820   | 146          | 17"5                | 10                 | 08/1973-07/1979    |
| Kadett 1200 S | Caravan     | 12S    | 1196       | Carburatore Solex 35 PDSI              | 60/5400        | 88,3/3400     | Manuale 4 marce 5 | 830   | 146          | 17"5                | 10                 | 08/1973-07/1979    |
| Kadett 1200 S | Coupé       | 12S    | 1196       | Carburatore Solex 35 PDSI              | 60/5400        | 88,3/3400     | Manuale 4 marce 5 | 805   | 146          | 17"5                | 10                 | 08/1973-07/1979    |
| Kadett SR 1200 S | Berlina 2p  | 12S    | 1196       | Carburatore Solex 35 PDSI              | 60/5400        | 88,3/3400     | Manuale 4 marce 5 | 800   | 146          | 17"5                | 10                 | 08/1973-07/1979    |
| Kadett SR 1200 S | Berlina 4p  | 12S    | 1196       | Carburatore Solex 35 PDSI              | 60/5400        | 88,3/3400     | Manuale 4 marce 5 | 820   | 146          | 17"5                | 10                 | 08/1973-07/1979    |
| Kadett SR 1200 S | Coupé       | 12S    | 1196       | Carburatore Solex 35 PDSI              | 60/5400        | 88,3/3400     | Manuale 4 marce 5 | 805   | 146          | 17"5                | 10                 | 08/1973-07/1979    |
| Kadett 1600 S | Berlina 2p  | 16S    | 1584       | Carburatore Solex 32/32 DIDTA-4        | 75/5200        | 113/4000      | Manuale 4 marce 5 | 900   | 160          | 13"                 | 11                 | 07/1977-07/1979    |
| Kadett 1600 S | Berlina 4p  | 16S    | 1584       | Carburatore Solex 32/32 DIDTA-4        | 75/5200        | 113/4000      | Manuale 4 marce 5 | 920   | 160          | 13"                 | 11                 | 07/1977-07/1979    |
| Kadett 1600 S | Caravan     | 16S    | 1584       | Carburatore Solex 32/32 DIDTA-4        | 75/5200        | 113/4000      | Manuale 4 marce 5 | 930   | 160          | 13"                 | 11                 | 07/1977-07/1979    |
| Kadett 1600 S | Coupé       | 16S    | 1584       | Carburatore Solex 32/32 DIDTA-4        | 75/5200        | 113/4000      | Manuale 4 marce 5 | 905   | 160          | 13"                 | 11                 | 07/1977-07/1979    |
| Kadett Rallye 1600 S | Coupé       | 16S    | 1584       | Carburatore Solex 32/32 DIDTA-4        | 75/5200        | 113/4000      | Manuale 4 marce   | 905   | 160          | 13"                 | 11                 | 07/1977-07/1979    |
| Kadett GT/E 1900 | Coupé       | 19E    | 1897       | Iniezione elettronica Bosch L-Jetronic | 105/5400       | 147/4000      | Manuale 4 marce 6 | 925   | 184          | 10"                 | 11,2               | 09/1975-06/1977    |
| Kadett Rallye 2000 | Coupé       | 20E    | 1979       | Iniezione elettronica Bosch L-Jetronic | 110/3400       | 159/3400      | Manuale 4 marce 6 | 920   | 189          | 9"5                 | 11                 | 07/1977-07/1979    |
| Kadett GT/E 2000 | Coupé       | 20EH   | 1979       | Iniezione elettronica Bosch L-Jetronic | 115/5600       | 159/3000      | Manuale 5 marce   | 920   | 190          | 8"5                 | 11,4               | 07/1977-07/1979    |
| Note: 1 Riservata solo al mercato tedesco 2 Riservata solo ad alcuni mercati tra cui quello italiano 3 Riservata solo ad alcuni mercati tra cui quello italiano: dal luglio 1977 l'allestimento L viene sostituito dagli allestimenti Special e Berlina 450 CV solo per alcuni mercati fra cui quello austriaco 5In alcuni mercati, come ad esempio quello italiano, è previsto di serie un cambio automatico a 3 rapporti, optional invece negli altri mercati 6A richiesta manuale a 5 marce |             |        |            |                                        |                |               |                   |       |              |                     |                    |                    |

### LaKadett Cnel mondo
Si è già parlato del fatto che la Kadett C venne concepita come "world-car". In effetti, questo modello venne prodotto e commercializzato in ogni angolo del mondo, previe rivisitazioni stilistiche o anche tecniche e soprattutto grazie ad un sapiente lavoro di badge-engineering, in modo da includere questa vettura nella gamma dei marchi preferiti dai vari mercati. Così, per esempio, fra il 1974 ed il 1985, la Kadett C venne prodotta e commercializzata in Giappone come Isuzu Gemini, un nuovo modello che debuttò nella sua prima generazione proprio nel 1974. Tale modello montava motori Isuzu a benzina da 1,6 e 1,8 litri, in grado di erogare 61 ed 80 CV, più un 1.8 diesel da 52 CV. Nel 1979, mentre in Europa la Kadett C cedette il testimone alla nuova generazione, la Gemini venne ristilizzata e ricevette un nuovo frontale più inclinato e con una nuova griglia nera per calandra. LA Isuzu Gemini prima generazione non venne commercializzata solo in Giappone, ma anche in altri Paesi. In Porto Rico, per esempio, la vettura venne commercializzata come Isuzu I-Mark.
Rimanendo sempre in Estremo Oriente, dal 1977 la Kadett C venne prodotta e commercializzata in Corea del Sud come Saehan Gemini, poi rimarchiata come Daewoo Maepsy dopo che la Daewoo rilevò il marchio Saehan. Dalla Kadett sudcoreana venne derivata anche un'inedita variante con carrozzeria pick-up, denominata Saehan Max. Invece, in Australia, lo stesso modello venne prodotto e commercializzato con il marchio Holden, dando luogo così alla Holden Gemini, equipaggiata sempre con i motori Isuzu 1.6 e 1.8 a benzina, ma non con il 1.8 diesel.
In Sudamerica la Kadett C venne prodotta e commercializzata in Brasile, Argentina, Colombia, Ecuador, Uruguay e Venezuela, sia come Chevrolet Chevette, sia come GMC Chevette. Si trattava in ogni caso di modelli equipaggiati sempre con motori Isuzu, in questo caso 1.6 a benzina e 1.7 diesel. Questi due modelli venivano commercializzati in tutta l'America Latina. Non solo, ma anche in questo caso, venne costruita anche una variante pick-up riservata a tali mercati e denominata Chevrolet Chevy 500. In Argentina, fra il 1974 ed il 1980 venne anche prodotta la Opel K 180, una vettura in tutto e per tutto simile alla Kadett europea, ma equipaggiata con un motore 1.8 a benzina prodotto nella stessa fabbrica argentina. La Kadett C venne anche prodotta e commercializzata negli Stati Uniti come Chevrolet Chevette, ma si trattò di un modello differente rispetto a quello prodotto in Sudamerica. Di fatto era il modello meno somigliante alla Kadett C europea.
La Chevette nordamericana era una berlina a due volumi e a tre porte che però era basata sulla berlina europea a tre, della quale vennero conservati grosso modo gli ingombri esterni. Ne derivava una sorta di Kadett City più lunga nella parte posteriore, ma stilisticamente molto più vicina ai gusti nordamericani, più elaborata e più elegante, con un frontale più affine a quello delle sportive Chevrolet Camaro e Pontiac Trans Am di quel periodo. Erano invece le cilindrate dei motori disponibili ad essere sempre di livello "europeo": la gamma era infatti prevista con motori da 1.4, 1.6 e 1.8 litri, ancora una volta di origine Isuzu. Inizialmente introdotta solo con carrozzeria a tre porte, la Chevette venne in seguito proposta anche a cinque porte. In quest'ultima configurazione il passo venne allungato di 7,5 cm. La produzione della Chevette nordamericana totalizzò ben 2,7 milioni di esemplari ed ebbe luogo fra il 1975 ed il 1987. Con un'efficace operazione di badge-engineering, la Chevette venne commercializzata sempre negli USA anche come Buick Opel, più lussuosa ed equipaggiata solo con il 1.8 a benzina. In Canada la stessa vettura venne commercializzata come Pontiac Acadian, identica alla Chevette, ma con alcune differenze negli allestimenti.
Il nome Chevette venne utilizzato dal 1975 al 1984 anche in Regno Unito, dove il gruppo General Motors era presente ormai da decenni con il marchio Vauxhall. La Vauxhall Chevette era assai simile alla Kadett C continentale, tranne che per il frontale completamente differente, liscio, privo di una vera e propria calandra e con grossi proiettori rettangolari. Qui la vettura venne proposta in quasi tutta la gamma prevista nel resto d'Europa, tranne la coupé. Completamente differente invece la gamma motori, che comprendeva un 1.3 a benzina da 58 CV ed un potente 2.3 bialbero sempre a benzina, utilizzato nelle competizioni ed in grado di raggiungere 135 CV di potenza massima in versione stradale. Non solo la Opel Kadett C venne commercializzata in tutto il mondo, ma addirittura alcuni esemplari prodotti al di fuori della Germania tornarono in madre patria. Fu proprio il caso della Vauxhall Chevette, che venne commercializzata anche in Germania come Opel Chevette, ma solo con il 1.3 da 58 CV.

### LaKadett Ce lo sport

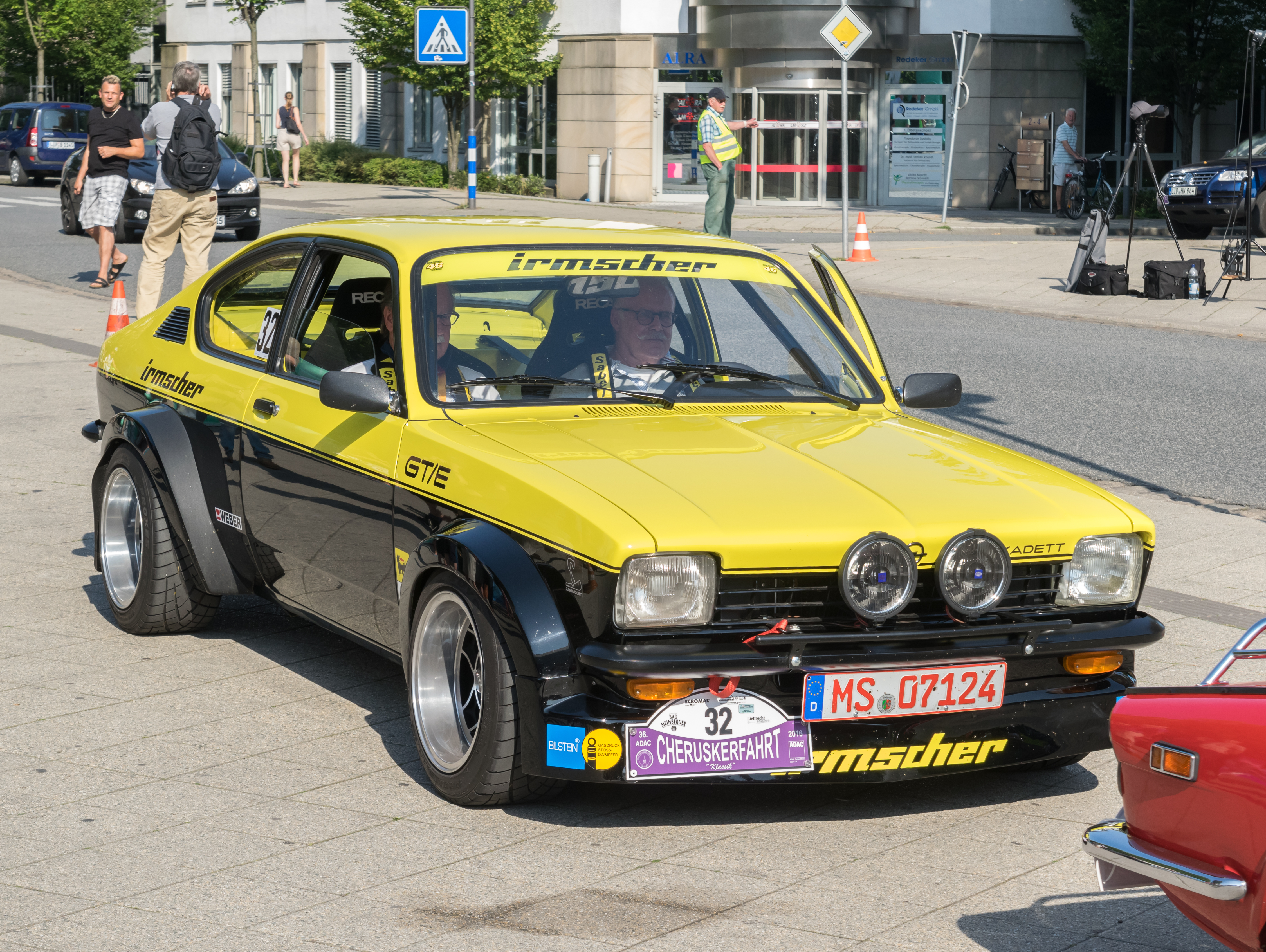

La Kadett C fu anche impiegata nelle competizioni: in questo ambito l'arma migliore della Opel fu la versione coupé con motore 1.9 ad iniezione. Quando per la prima volta la Casa di Rüsselsheim la schierò alla partenza del Rally di Portogallo del 1975, la GT/E 1900 non era ancora in listino ma vi sarebbe entrata entro breve. La GT/E portata al debutto in gara erogava fino a 160 CV. I risultati ottenuti dall'equipaggio Röhrl-Berger furono incoraggianti, ma la vettura non sarebbe più stata schierata in gara fino all'autunno dello stesso anno, quando ricomparve in occasione del Rally di Sanremo, stavolta con 210 CV di potenziale nascosto dentro il cofano motore. Se nel 1975 non si ebbero grossi risultati a causa di alcuni guasti meccanici, la stagione 1976 fu molto più brillante, tanto che la Opel di Röhrl conquistò alla fine il secondo posto nel Mondiale Marche dietro alla Stratos di Björn Waldegård. Anche in Italia, la GT/E 1900 ottenne ottimi risultati con Angelo Presotto (gruppo 1) e Federico Ormezzano (gruppo 2). In breve, la vettura divenne una delle armi preferite tra i piloti privati. Intanto, nel 1977 la Opel si classificò quarta nel Mondiale Marche.
A partire dal 1978 fu la GT/E con motore da 2 litri ad essere impiegata nelle competizioni e al termine del mondiale rally di quell'anno, la Opel tornò a piazzarsi seconda fra i costruttori. In Italia la vettura conquistò la Coppa CSAI grazie all'equipaggio Cerrato-Guizzardi, sia nel 1978 che nel 1979. Furono gli ultimi risultati di rilievo per la Kadett GT/E, che dall'anno seguente venne rimpiazzata dalla Ascona 400 nelle competizioni ufficiali, anche se molti piloti privati nel corso degli anni '80 continuarono ad utilizzarle ottenendo spesso buoni risultati.